# ایرانیان مقیم خارج
ایرانیان مقیم خارج یا ایرانیان خارج از کشور به ایرانیانی گفته می‌شود که در کشور ایران به دنیا آمده‌اند اما در خارج از ایران زندگی می‌کنند. این افراد به دلایلی مانند تحصیلی، کاری، و یا اجتماعی سیاسی در خارج از کشور اقامت دارند. بیشتر جمعیت ایرانیان مقیم خارج در اروپای غربی، آمریکای شمالی، غرب آسیا و استرالیا متمرکز است.

## تاریخچه و آمارها
تفاوت فراوان آمار سازمان ثبت احوال ایران با آمار رسمی کشورهای مقصد دلایل متعددی دارد. در شهریور ۱۳۹۱ محسن کرمی معاون امور اسناد هویتی سازمان ثبت احوال کشور در گفتگو با خبرنگار خبرگزاری مهر گفت: بیشترین تعداد مهاجرین ایرانی با یک میلیون و ۴۰۰ هزار نفر جمعیت مربوط به کشور آمریکاست و بعد از آن امارات متحده عربی قرار دارد که ۸۰۰ هزار ایرانی را دارد. انگلیس و کانادا با ۴۱۰ هزار، آلمان با ۲۱۰ هزار، فرانسه با ۱۵۵ هزار و سوئد با ۱۱۰ هزار ایرانی بیشترین کشورهایی هستند که ایرانیان در آن جا حضور دارند. در حالی که آمارهای رسمی کشورهای مقصد در برخی موارد اختلاف‌های فاحشی را نشان می‌دهد که دلایل متعددی از جمله دو تابعیتی بودن، نگرفتن شناسنامه ایرانی برای فرزندان نسل دوم و سوم، مهاجرت‌های دو یا چندباره بین کشورها توسط فرد مهاجر یا اعلام تابعیت غیرایرانی از سوی فرد مهاجر، تعمد و سو نگری توسط کشور مقصد و پایین اعلام کردن عمدی آمار، عدم ثبت دقیق و موارد نامشخص دیگر می‌تواند اثرگذار باشد. علاوه بر آن در کشورهایی مانند امارات، قطر، کویت، بحرین، عمان، آذربایجان یا ترکیه خیلی از افراد ایرانی متولد کشورهای مقصد هستند و تبدیل به یک فرد بومی آن کشور با اصالت و پیشینه ایرانی شده‌اند که به‌طور طبیعی به عنوان یک فرد بومی و نه ایرانی در کشورهای مقصد ثبت می‌شوند.
براساس برآورد مجید حلاج زاده، دبیرکل شورای عالی امور ایرانیان خارج از کشور در سال ۱۳۹۷، حدود ۷ میلیون ایرانی در خارج از کشور با سرمایهٔ حدوداً ۲۴ هزار میلیارد زندگی می‌کنند. موفق‌ترین گروه ایرانیان مهاجر، ایرانیان کالیفرنیا ذکر شده‌اند که به عنوان یک گروه اثرگذار مورد توجه جامعه میزبان قرار گرفته و در سیاستگذاری‌های این ایالت نقش مهمی دارند.
بر اساس برآوردهای تخمینی، در سال ۱۳۸۸، ۵۰ تا ۱۰۰ هزار نفر به موجب پیامدهای انتخابات ریاست جمهوری دهم ایران از ایران خارج شدند. در دولت یازدهم کوشش‌هایی برای حضور ایرانیان مقیم در عرصه‌های مختلف توسعه کشور انجام شده‌است.

## آمار براساس کشور
| کشور[note 1]        | متولدین ایران[note 2]                  | با اصلیت ایرانی[note 3]                     | مقاله                     |             |
| قاره آمریکا         | قاره آمریکا                            | قاره آمریکا                                 | قاره آمریکا               | قاره آمریکا |
| ------------------- | -------------------------------------- | ------------------------------------------- | ------------------------- | ----------- |
| ایالات متحده آمریکا | ۲۸۳٬۲۲۵ (۲۰۰۰)[note 4] ۱٬۵۰۰٬۰۰ (۱۳۹۹) | ۴۴۸٬۷۷۲ (۲۰۱۰) و بین ۱ تا ۱/۵ میلیون (۲۰۱۴) | ایرانیان آمریکا           |             |
| کانادا              | ۴۰۰٬۰۰۰ (۱۳۹۹)                         | ۲۱۰٬۴۰۵ (۲۰۱۶)                              | ایرانیان کانادا           |             |
| قاره اروپا          |                                        |                                             |                           |             |
| آلمان               | ۱۰۰٬۰۰۰ - ۱۲۰٬۰۰۰ (۲۰۰۳)               | ۳۹۰٬۰۰۰ (۱۳۹۹)                              | ایرانیان آلمان            |             |
| بریتانیا            | ۸۰٬۰۰۰ (۲۰۰۹) ۴۰۰٬۰۰۰ (۱۳۹۹)           |                                             | ایرانیان بریتانیا         |             |
| فرانسه              | ۱۸٬۳۷۶ (۲۰۰۰) ۹۰٬۰۰۰ (۱۳۹۹)            |                                             | ایرانیان فرانسه           |             |
| سوئد                | ۵۳٬۸۹۲ (۲۰۰۰) ۱۱۶٬۷۷۰ (۱۳۹۹)           | ۹۲٬۴۲۸ (۳۱ دسامبر ۲۰۱۱)                     | ایرانیان سوئد             |             |
| روسیه               | ۵۰٬۰۰۰ (۲۰۰۲)                          |                                             | ایرانیان روسیه            |             |
| هلند                | ۳۵٬۵۶۱ (۲۰۱۴) ۵۲٬۰۰۰ (۱۳۹۹)            |                                             | ایرانیان هلند             |             |
| بلژیک               | ۲۰٬۰۰۰ (۱۳۹۹)                          |                                             |                           |             |
| دانمارک             | ۲۸٬۷۰۰ (۱۳۹۹)                          | ۱۶٬۰۸۱ (۲۰۱۱)                               |                           |             |
| ایتالیا             | ۳۸٬۰۰۰ (۱۳۹۹)                          | ۷٬۴۴۴ (۲۰۱۰)                                |                           |             |
| اتریش               | ۴۰٬۰۰۰ (۱۳۹۹)                          | ۵٬۹۲۶ (۲۰۰۱)                                |                           |             |
| سوئیس               | ۲۰٬۰۰۰ (۱۳۹۹)                          | ۴٬۰۴۴ (۲۰۰۰)                                |                           |             |
| نروژ                | ۲۰٬۰۰۰ (۱۳۹۹)                          | ۱۷٬۹۱۳ (۲۰۱۲)                               | ایرانیان نروژ             |             |
| اسپانیا             | ۱۲٬۰۰۰ (۱۳۹۹)                          | ۱۲٬۳۳۴ (۲۰۱۱)                               | ایرانیان اسپانیا          |             |
| پرتغال              | ۱٬۲۵۰ (۱۳۹۹)                           | ۳۳۹ (۲۰۱۱)                                  |                           |             |
| فنلاند              | ۶٬۲۰۰ (۱۳۹۹)                           |                                             |                           |             |
| مجارستان            | ۴٬۱۱۱ (۱۳۹۹)                           |                                             |                           |             |
| رومانی              | ۳٬۵۰۰ (۱۳۹۹)                           |                                             |                           |             |
| اوکراین             | ۴٬۲۰۰ (۱۳۹۹)                           |                                             |                           |             |
| قاره آسیا           |                                        |                                             |                           |             |
| ترکیه               | ۱۶۶٬۶۴۰ (۱۳۹۹)                         | ۵۰۰٬۰۰۰ (۲۰۱۴)                              | ایرانیان ترکیه            |             |
| جمهوری آذربایجان    | ۱۰٬۰۱۰ (۱۳۹۹)                          | ۲۴۹٬۲۰۰                                     | ایرانیان جمهوری آذربایجان |             |
| ارمنستان            | ۱۰٬۰۰۰ (۱۳۹۹)                          |                                             |                           |             |
| گرجستان             | ۱۶٬۵۰۰ (۱۳۹۹)                          |                                             |                           |             |
| اسرائیل             | ۴۷٬۸۰۰ (۲۰۰۷)                          | ۱۷۰٬۰۰۰ (۲۰۰۹)                              | ایرانیان اسرائیل          |             |
| قطر                 | ۲۷۰٬۰۰۰                                |                                             | ایرانیان قطر              |             |
| امارات متحده عربی   | ۳۵۷٬۰۰۰ (۱۳۹۹)                         | ۵۰۰٬۰۰۰ (۲۰۱۹)                              | ایرانیان امارات           |             |
| کویت                | ۸۰٬۰۰۰ (۲۰۰۳)                          |                                             | ایرانیان کویت             |             |
| بحرین               | ۱۷۳٬۰۰۰ (۲۰۱۴) ۴۸٬۰۰۰ (۱۹۹۸)           |                                             | ایرانیان بحرین            |             |
| عمان                | ۹٬۵۰۰ (۱۳۹۹)                           |                                             |                           |             |
| سوریه               | ۱۰٬۰۰۰ (۱۳۹۹)                          |                                             |                           |             |
| لبنان               | ۵٬۰۰۰ (۱۳۹۹)                           |                                             | ایرانیان لبنان            |             |
| هند                 | ۱۲٬۷۶۰ (۱۳۹۹)                          | ۷۰٬۰۰۰                                      |                           |             |
| پاکستان             | ۳٬۹۵۰ (۱۳۹۹)                           |                                             |                           |             |
| افغانستان           | ۳٬۸۰۰ (۱۳۹۹)                           |                                             |                           |             |
| تاجیکستان           | ۱٬۰۰۰ (۱۳۹۹)                           |                                             |                           |             |
| چین                 | ۷٬۷۸۰ (۱۳۹۹)                           |                                             | ایرانیان چین              |             |
| ژاپن                | ۱۲٬۰۰۰ (۲۰۰۰)                          | ۷٬۰۰۰ (۲۰۰۰)                                | ایرانیان ژاپن             |             |
| کره جنوبی           | ۱٬۷۷۰ (۱۳۹۹)                           |                                             |                           |             |
| مالزی               | ۶۰٬۰۰۰ (۲۰۱۱)                          |                                             | ایرانیان مالزی            |             |
| تایلند              | ۵٬۰۰۰ (۱۳۹۹)                           |                                             | ایرانیان تایلند           |             |
| قاره آفریقا         |                                        |                                             |                           |             |
| آفریقای جنوبی       | ۵٬۰۰۰ (۱۳۹۹)                           |                                             |                           |             |
| قاره اقیانوسیه      |                                        |                                             |                           |             |
| استرالیا            | ۳۴٬۴۵۳ (۲۰۱۱)                          | ۳۶٬۱۶۸ (۲۰۱۱)                               | ایرانیان استرالیا         |             |
| نیوزیلند            |                                        | ۲٬۸۹۵ (۲۰۰۶)                                | ایرانیان نیوزیلند         |             |
| کره زمین            |                                        |                                             |                           |             |
| جمع                 | ۴٬۰۳۷٬۲۵۸ (۱۳۹۹)                       | حدود ۶ میلیون                               |                           |             |

## فرار مغزها از ایران
ایران در زمینه فرار مغزها با مهاجرت ۱۵۰ هزار تا ۱۸۰ هزار متخصص تحصیل کرده طی دهه‌های اخیر روبرو است که یکی از معضلات اجتماعی، اقتصادی و آموزشی این کشور است. بنابر آمار مجلس شورای اسلامی در سال ۱۳۸۹، ۶۰ هزار نفر از ایرانیانی که در این سال مهاجرت کرده‌اند در زمرهٔ مهاجران نخبه دسته‌بندی می‌شوند. این افراد غالباً دارای مقام‌هایی در المپیادهای علمی بوده یا جزء نفرات برتر کنکور یا دانشگاه‌ها می‌باشند. اما درصد قابل توجهی از دانش‌آموختگان علمی هنوز تمایل دارند به کشورهای پیشرفته مهاجرت کنند. صندوق بین‌المللی پول در گزارش سال ۲۰۰۹ خود اعلام کرده‌است ایران به لحاظ مهاجرت نخبگان، در میان ۹۱ کشور در حال توسعه یا توسعه نیافته جهان، مقام نخست را داراست. و برخی مسئولان حتی وجود فرار مغزها از ایران را منتفی می‌دانند.

## موضوعات مرتبط
- مردمان ایرانی
- جمعیت‌شناسی ایران
- فرار مغزها از ایران
- شورای عالی امور ایرانیان خارج از کشور
- روابط خارجی ایران
- نیازمندی به روادید برای شهروندان ایران